# 백세인 목록
백세인 명단은 100년 이상 생존한 사람(백세인)들의 명단이다. 장수해서 유명해진 사람은 명단에 포함되지 않는다.

## 영국
- 프레야 스타크 (1893년 ~ 1993년)
- 엘리자베스 보우스라이언 (1900년 ~ 2002년)
- 글로스터 공작부인 앨리스 (1901년 ~ 2004년)
- 에델 카터럼 (1909년 ~ 생존 중) 현재 생존 중인 인물 중 세계 최고령자 겸 역대 영국 최장수 인물
- 로널드 코스 (1910년 ~ 2013년)
- 올리비아 드 하빌랜드 (1916년 ~ 2020년)
- 베라 린 (1917년 ~ 2020년)

## 독일
- 레니 리펜슈탈 (1902년 ~ 2003년)
- 에리히 프리프케 (1913년 ~ 2013년)
- 루이제 라이너 (1910년 ~ 2014년)

## 이탈리아
- 리타 레비몬탈치니 (1909년 ~ 2012년)

## 러시아
- 세르게이 소콜로프 (1911년 ~ 2012년)

## 프랑스
- 클로드 레비스트로스 (1908년 ~ 2009년)

## 튀르키예
- 젤랄 바야르 (1883년 ~ 1986년)

## 네덜란드
- 빌럼 드레이스 (1886년 ~ 1988년)
- 요하네스 히스터스 (1903년 ~ 2011년)
- 핏 더 용 (1915년 ~ 2016년)

## 미국
- 윌리엄 쿨리지 (1873년 ~ 1975년)
- 어빙 벌린 (1888년 ~ 1989년)
- 제임스 밴 플리트 (1892년 ~ 1992년)
- 로즈 케네디 (1890년 ~ 1995년)
- 조지 번스 (1896년 ~ 1996년)
- 진 맥아더 (1898년 ~ 2000년)
- 스트롬 서먼드 (1902년 ~ 2003년)
- 밥 호프 (1903년 ~ 2003년)
- 조지 캐넌 (1904년 ~ 2005년)
- 이브 퀴리 (1904년 ~ 2007년)
- 글로리아 스튜어트 (1910년 ~ 2010년)
- 데이비드 록펠러 (1915년 ~ 2017년)
- 허먼 워크 (1915년 ~ 2019년)
- I. M.  페이 (1917년 ~ 2019년)
- 조지 프랫 슐츠 (1920년 ~ 2021년)
- 헨리 키신저 (1923년 ~ 2023년)
- 지미 카터 (1924년 ~ 2024년)

## 멕시코
- 루이스 에체베리아 (1922년 ~ 2022년)

## 브라질
- 오스카르 니에메예르 (1907년 ~ 2012년)

## 아르헨티나
- 프란시스코 바라요 (1910년 ~ 2010년)

## 중화민국
- 쑹메이링 (1897년 ~ 2003년)
- 장쉐량 (1898년 ~ 2001년)

## 중화인민공화국
- 바진 (1904년 ~ 2005년)
- 저우유광 (1906년 ~ 2017년)
- 샤오이푸 (1907년 ~ 2014년)

## 일본
- 히가시쿠니노미야 나루히코 (1887년 ~ 1990년)
- 후지시마 가이지로 (1899년 ~ 2002년)
- 미나가와 요네 (1893년 ~ 2007년)
- 기무라 지로에몬 (1897년 ~ 2013년) - 역대 남성 최고령 116세 54일
- 신도 가네토 (1912년 ~ 2012년)
- 미카사노미야 다카히토 (1915년 ~ 2016년)
- 나카소네 야스히로 (1918년 ~ 2019년)
- 다나카 가네 (1903년 ~ 2022년) - 역대 여성 최고령 119세 107일
- 나카무라 시케루 (1911년 ~ 2022년)
- 다쓰미 후사 (1907년 ~ 2023년)

## 베트남
- 보응우옌잡 (1911년 ~ 2013년)

## 대한민국
- 김진화 (1852년 ~ 1989년)
- 최애기 (1895년 ~ 2005년)
- 김엄곡 (1897년 ~ 2020년)
- 오윤아 (1899년 ~ 2018년)
- 최태영 (1900년 ~ 2005년)
- 장발 (1901년 ~ 2001년)
- 이화례 (1907년 ~ 2020년)
- 김판술 (1909년 ~ 2009년)
- 이혜구 (1909년 ~ 2010년)
- 김성태 (1910년 ~ 2012년)
- 김남수 (1915년 ~ 2020년)
- 현승종 (1919년 ~ 2020년)
- 김창규 (1920년 ~ 2020년)
- 정창희 (1920년 ~ 2022년)
- 장경순 (1922년 ~ 2022년)

## 같이 보기
- 장수인
- 백세인
- 슈퍼센티네리언